# 421-a will-
《421-a will-》는 KOTOKO의 메이져 4번째 싱글을 말한다.

## 개요
- 제네온 엔터테인먼트를 통해 2005년 10월 13일에 발매된 싱글.
- 421-a will-은 2집 앨범 《유리의 미풍》에서 싱글 컷된 곡이다.
- 秋爽는 3번째 앨범 《UZU-MAKI》에 수록.
- 초회한정판에는 421-a will-의 PV가 수록된 DVD가 동봉되어 있다.
- 〈421-a will-〉의 421이란 KOTOKO의 메이져 데뷔 날짜인 4월 21일을 말한다.

## 수록 곡
1. 421-a will- [4:53]
작사 : KOTOKO/작곡 : 나카자와 도모유키/편곡 : 나카자와 도모유키, 오자케 다케시
  - 시코쿠 방송〈포커스 도쿠시마〉오프닝 테마
  - dwango〈いろメロミックス〉TV-CM 송 (본인 출연)
  - 파켓 라디오〈KOTOKOのトコトコ探検記〉오프닝 테마
2. 秋爽 [5:54]
작사 : KOTOKO/작사・편곡 : C.G mix
  - 파켓 라디오 〈KOTOKOのトコトコ探検記〉엔딩 테마
3. 421-a will- (Instrumental)
4. 秋爽 (Instrumental)